# أولريش موه
فريدريش هانز أولريش موه (بالألمانية: Friedrich Hans Ulrich Mühe) ممثل أفلام، تلفازي ومسرحي ألماني لعب دور جيرد ويسلر في الفلم الحائز على جائزة الأوسكار حياة الآخرين.

## روابط خارجية
- أولريش موه على موقع IMDb (الإنجليزية)
- أولريش موه على موقع مونزينجر (الألمانية)
- أولريش موه على موقع قاعدة بيانات الأفلام العربية
- أولريش موه على موقع ألو سيني (الفرنسية)
- أولريش موه على موقع ميوزك برينز (الإنجليزية)
- أولريش موه على موقع أول موفي (الإنجليزية)
- أولريش موه على موقع قاعدة بيانات الأفلام السويدية (السويدية)
- أولريش موه على موقع ديسكوغز (الإنجليزية)
- أولريش موه على موقع قاعدة بيانات الفيلم (الإنجليزية)
- أولريش موه على موقع كينوبويسك (الروسية)